# Destination (SS501)
Destination è il quinto EP del gruppo musicale sudcoreano SS501, pubblicato il 24 maggio 2010 dalla DSP Media.

## Tracce
1. Let Me Be The One (Geuge Narago) (그게 나라고...)
2. Love Ya
3. Crazy 4 U
4. Yeongwontorok (영원토록; Forever)
5. Let Me Be The One (Geuge Narago) (Acoustic Ver.) (그게 나라고...)
6. Love Ya (Inst.)